# Segelfläche

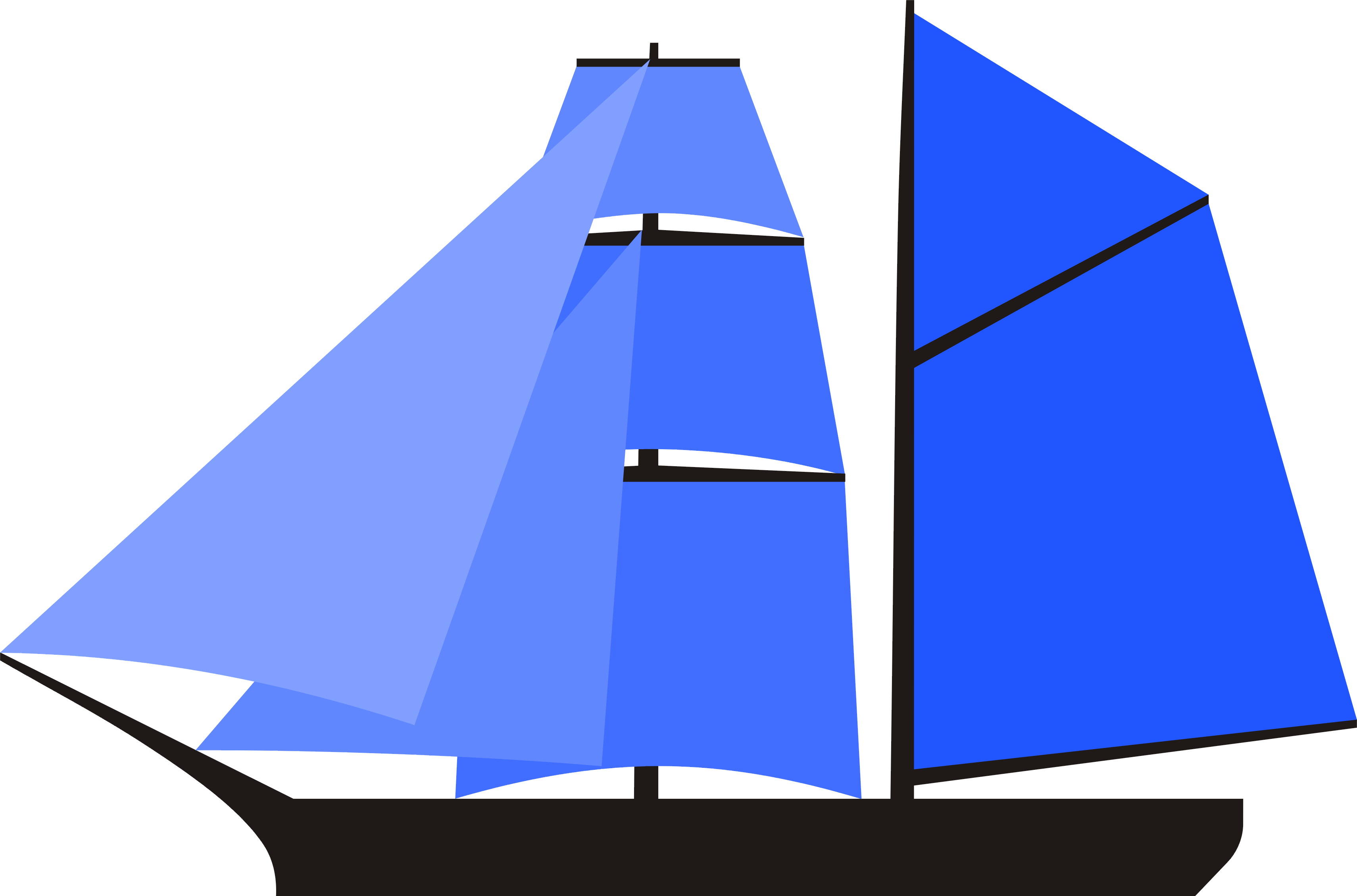
Segelflächen eines Rahseglers

Allgemein bedeutet der Begriff Segelfläche den Flächeninhalt eines Segels. Die Segelfläche eines Segelschiffes ist die Summe der Segelflächen aller Segel. Der Wert wird in der Regel in Quadratmetern, selten in Quadratfuß angegeben.

## Segelfläche eines Schiffes

International genormte Bezeichnungen der Segellieke

Die Segelfläche eines Segelschiffes ist die Summe der Segelflächen aller Rahsegel bzw. Schratsegel. Bei Rahschiffen ist es die Summe der Segelflächen aller Rahsegel (Rah-, Try-, Leesegel) und aller Schratsegeln (Besane, Stagsegel, Klüver). Bei Segelschiffen nur mit Schratsegeln (beispielsweise Schoner) ist es die Summe der Segelflächen aller Schratsegel (Gaffelsegel, Gaffeltoppsegel, Stagsegel, Klüver).
Die Segelfläche eines Schiffes wird in „am Wind“ und „vorm Wind“ angegeben. Die Segelfläche vor dem Wind ist bei Yachten und Sportbooten aufgrund von Spinnaker oder Gennaker meist größer. Ohne weitere Angaben bezieht sich die Segelfläche in der Regel auf die Am-Wind-Fläche und gibt die Summe der Flächen des Großsegels und des größten vorgesehenen Vorsegels an.
Segelmacher benützen international genormte Bezeichnungen für die Lieken der verschiedenen Segel und die dafür verwendeten Maße (siehe nebenstehendes Diagramm). Wenn ein Segelmacher ein Segel anfertigen soll, schreibt er die nötigen Maße (für ein neues Großsegel also zum Beispiel das E und das P-Maß) in eine Skizze und kann damit sein Segel entwerfen. Durch den Einsatz von Segellatten oder anderer Tricks, wie etwa 3D-Laminierung bei sehr teuren Segeln, kann er die tatsächliche Fläche des Segels teilweise bedeutend größer wählen, als innerhalb des geometrischen Dreiecks möglich wäre.
Für die Vermessung ist in der Regel nicht die reale Segelgröße maßgebend, sondern die vermessene Segelfläche. Dies ist die Summe der Flächen des Großsegeldreiecks und des Vorsegeldreiecks, also die Dreiecke aus E-P und J-I. Dieser Wert kann für Steuer- oder Versicherungszwecke maßgebend sein und ist oft bedeutend kleiner als die reale Am-Wind-Segelfläche, weil sie die Achterlieksrundung des Großsegels und die Überlappung einer möglichen Genua nicht berücksichtigen. Je nach Bootsklasse gibt es verschiedene Vermessungsvorschriften, die genau angeben, welche Maße ein Schiff einhalten muss, das bei einer Regatta in einer bestimmten Klasse mitsegeln will.

## Wirksame Segelfläche
Je nach Krängung (Schräglage des Schiffes) und Anstellwinkel des Segels ist nur ein Teil der Segelfläche wirksam. Je stärker die Krängung und je kleiner der Anstellwinkel, desto kleiner ist die wirksame Segelfläche. Eine starke Krängung wird durch Reffen des Segels verringert. Dabei wird die Segelfläche verkleinert, aber gleichzeitig richtet sich das Schiff auf und vergrößert so die wirksame Segelfläche auf etwa die ursprünglich wirksame Größe. Die aufgehobene Krängung wird dabei in Vortrieb umgesetzt.

## Größen zur Bestimmung des Vorsegels
Der Segel-Typ des Vorsegels ist bestimmt durch:
- Vorliek-Länge: T
- Senkrechte auf das Vorliek, die durch das Schothorn geht: LP (luff-perpendicular = Vorlieks-Lot)
- Unterlieks-Länge: J
- Segelfläche
- Segelwölbung
- Segelstreckung – das Verhältnis zwischen Vorliek zu Unterliek

Laut IOR ergibt sich dann die Bezeichnung der Vorsegel einerseits aus dem Verhältnis LP/J und andererseits aus dem Verhältnis Lieklänge zu Vorstaglänge. Dabei ist J die Basis des Vorsegeldreieckes, also die Länge zwischen unterer Segelbefestigung und Mast. Entsprechend dem Verhältnis werden die Segel benannt, wobei viele Schiffe aufgrund der Konstruktion keine größeren Segel als eine Fock I führen können. Dies ist insbesondere dann der Fall, wenn die Wanten weit außen am Deck angreifen und dadurch einer Genua im Weg stünden.
| Segel     | LP/J  | Vorliek | Fläche |
| --------- | ----- | ------- | ------ |
| Genua I   | 150 % | 100 %   | 150 %  |
| Genua II  | 140 % | 95 %    | 133 %  |
| Genua III | 130 % | 80 %    | 104 %  |
| Fock I    | 100 % | 95 %    | 96 %   |
| Fock II   | 90 %  | 70 %    | 65 %   |
| Sturmfock | 60 %  | 50 %    | 30 %   |

Viele Segel haben am Segelhals eine Skizze der Segelform, beschriftet mit Segeltyp, Lieklängen, LP, J, Segelfläche.

## Berechnung der Segel-Fläche
Die Fläche eines Segels kann näherungsweise als Dreiecksfläche aus den LP und T bzw. E und P-Maßen bestimmt werden. Dies entspricht aber in den wenigsten Fällen der genauen Fläche des Segels, denn es berücksichtigt weder die Achterliekswölbung noch eine eventuell vorhandene Profilierung. Moderne Foliensegel können für eine optimale Wirksamkeit dreidimensional laminiert werden und sind dann auch nicht mehr planar.

## Vergleichswerte
Die folgende Tabelle enthält einige Vergleichswerte für Segelflächen.
| Boot / Schiff              | Segelfläche am Wind (Quadratmeter) | Länge (Meter) | Bemerkungen                          |
| -------------------------- | ---------------------------------- | ------------- | ------------------------------------ |
| Optimist (Bootsklasse)     | 3,5                                | 2,3           | Segeljolle für Kinder                |
| ILCA 4, 6 und 7            | max. 7,06                          | 4,23          | Verbreitete Einhand-Regattajolle     |
| X-79                       | 39                                 | 7,96          | Daysailer                            |
| Bénéteau First 40.7        | 75                                 | 11,92         | Hochsee-Segelyacht                   |
| Drum (Schiff)              | 240                                | 23,5          | Maxi-Yacht                           |
| Mirabella V                | 2791                               | 75,2          | Größter Einmaster der Welt           |
| Gorch Fock (Schiff, 1958)  | 2037                               | 89,3          | 3-Mast-Bark                          |
| Royal Clipper              | 5050                               | 133,7         | Derzeit größtes Segelschiff der Welt |
| Zum Vergleich: Fußballfeld | 7140                               | 105           | Internationale Normgröße             |

Um das Geschwindigkeitspotential eines Segelschiffes anzugeben, wird oft die sogenannte Segeltragzahl angegeben. Dies ist der Quotient aus der Quadratwurzel der Segelfläche und der Kubikwurzel der Verdrängung. Je größer der Wert, desto weniger Wind benötigt ein Schiff, um eine bestimmte Geschwindigkeit zu erreichen. Zu viel Segelfläche kann allerdings bei Starkwind auch ein Risiko sein.

## Umrechnung von Einheiten
Quadratfuß (engl. auch: sq ft, square feet, sq ft, ft²)
Quadratyards (engl. auch: sq yds, square yards, sq yds, y²)
| 1 m²  | = 10,7639104 ft²  | = 1,19599 y²      |
| 1 ft² | = 0,0929030399 m² | = 0.1111111057 y² |
| 1 y²  | = 9 ft²           | = 0,8361274 m²    |